# Eldar Qasımov
Pour les articles homonymes, voir Qasımov.
Eldar Qasımov, né le 4 juin 1989, est un chanteur azerbaïdjanais connu sous son diminutif Ell.

## Biographie
Accompagné de Nigar Camal, Eldar Gasimov remporte le Concours Eurovision de la chanson 2011 pour l'Azerbaïdjan. Leur duo, baptisé Ell & Nikki, a interprété la chanson Running Scared. Ils avaient remporté la sélection nationale azerbaïdjanaise.
En mai 2012, accompagné de Leyla Aliyeva et Nargiz Birk-Petersen, il est l'hôte du Concours Eurovision de la chanson qui s'est tenu les 22, 24 et 26 mai à Bakou.
Eldar Gasimov est l'arrière petit-fils du couple d'acteurs azerbaïdjanais Abbas Mirza Sharifzadeh et Marziyya Davudova.